# Maurice Balasse
Maurice Arthur Leon Balasse (Kiev, 27 giugno 1914 1916 – Haudorf, 23 gennaio 1945) è stato un militare e aviatore belga, asso dell'aviazione durante la seconda guerra mondiale con sei vittorie accertate e due in compartecipazione, tutte ottenute contro i missili da crociera V 1.

## Biografia
Nacque a Kiev il 27 giugno 1914, figlio di Charles, un ingegnere che allora lavorava alla costruzione di una centrale elettrica nell'Impero russo. Dopo lo scoppio della rivoluzione russa, la famiglia fu evacuata via Arcangelo, raggiungendo dapprima la Gran Bretagna e poi la Francia, dove il padre partecipò alla costruzione di una officina della ditta Berliet a Lione, mentre la famiglia si stabilì a Rennes. Dopo la fine della prima guerra mondiale e la liberazione del Belgio, essa rientrò a Bruxelles. Rimasto orfano di padre all'età di dieci anni, studiò presso l'Institut Saint Louis di Bruxelles, appassionandosi al mondo dell'aviazione.
Arruolatosi nell'Aéronautique Militaire Belge, dal 7 maggio 1934 come soldato semplice iniziò a frequentare la scuola militare di volo di Wevelgem, vicino a Courtrai. Promosso caporale, conseguì il brevetto di pilota militare il 23 agosto 1935 volando su un Fairey Fox. Assegnato alla 3ème Escadrille, IIème Groupe, 2me Régiment d'Aéronautique a Tirlemont, nell'ottobre dello stesso anno conobbe Andrée Rensonnet, e i due costruirono in un garage di Verviers un piccolo aereo, denominato "Pou du Ciel". Il 30 aprile 1937, a causa di un malfuzionamento del motore, effettuò un atterraggio di emergenza con un Breguet Bre 19. Passato al 1me Régiment d'Aéronautique, fece domanda per entrare alla Ecole Militaire (scuola ufficiali), ma non vi riuscì a causa della sua scarsa conoscenza dell'olandese. Trasferito alla 5ème Escadrille, IIIème Groupe, 3me Régiment d'Aéronautique, nel 1939 riuscì ad entrare alla scuola d'arma di Bruxelles ottenendo il grado di candidato sottotenente.
All'inizio dell'invasione tedesca del Belgio, il 10 giugno 1940, era in servizio come primo sergente presso la 5ème Escadrille de Chasse, IIIème Groupe, 3me Régiment d'Aéronautique, dotata dei bombardieri/ricognitori Fairey Battle Mk.I. Sebbene il Fairey Battle fosse originariamente un bombardiere leggero, i 16 aerei acquistati dal Belgio furono progettati come aerei da ricognizione senza il sistema di puntamento per il bombardamento di precisione.
Il 10 maggio la 5ème Escadrille disponeva di 13 aerei di pronto impiego e partì la mattina presto per la sua base di guerra a Belzele (base n. 37), dove due aerei entrarono in collisione e dovettero essere lasciati indietro. Dopo un bombardamento su Belzele, in cui furono distrutti due aerei, la escadrille si trasferì all'aeroporto ausiliario di Aalter (base n. 26) prima di mezzogiorno. L'11 maggio erano disponibili 9 Battle, tutti impiegati per una missione di bombardamento sui ponti sul Canale Alberto. Sei furono distrutti, così che alla fine della giornata solo 3 Battle erano ancora utilizzabili (T64, T71 e T73). Fu organizzata una seconda missione contro i ponti sul canale Alberto, ma l'alto comando belga la annullò considerandolo un attacco suicida.
Il 12 maggio insieme all'osservatore, secondo tenente Roël, effettuò una missione di ricognizione con il Fairey Battle T71. I due aviatori ritornarono sani e salvi. Dopo che un primo distaccamento di meccanici riuscirono a far funzionare il T67 danneggiato a Evere il 15 maggio, esso volò ad Aalter, mentre un secondo distaccamento comprendente il primo sergente Balasse partì per Evere per far funzionare anche il T65 danneggiato. Ciò non funzionò, ma riuscì riuscito a far partire un Battle della Royal Air Force, che aveva effettuato un atterraggio di emergenza lì il 12 maggio, e volare ad Aalter. Sfortunatamente, l'aereo si rivelò inutilizzabile perché i velivoli inglesi utilizzavano carburante per aerei con un diverso contenuto di ottano. Il 16 maggio  si recò nuovamente a Evere con un tecnico per rimettere in funzione il T65. Ancora una volta l'aereo non fu riparato e i due distrussero il velivolo, così come il T63, che si trovava anch'esso lì. Il 18 maggio intorno alle 7:30, gli ultimi due Battle belgi furono distrutti da un bombardamento tedesco, così come il Battle britannico su cui egli aveva volato. Non avendo più aerei utilizzabili il personale del 5/III/3 fu poi evacuato in Francia.
Dopo la capitolazione francese del 25 giugno, che lo trovò nel sud del paese, ritornò in Belgio per raggiungere la sua famiglia, e poi avviò una impresa di gasogeno a Laeken. Fu uno dei primi ad entrare  nell'Armée Secrète partecipando ad azioni di resistenza all'invasore, come trasporto armi, ricognizioni di aeroporti ecc. Nonostante la nascita di sua figlia Nicole nel gennaio 1941, decise di raggiungere la Gran Bretagna e il 13 aprile 1942, insieme al suo amico Jean Gérard, fuggì dal Belgio occupato. Arrivato a Besançon fu arrestato dalla polizia tedesca cui raccontò, sfruttando una leggera ustione al viso dovuta a un getto di gasogeno, di volersi recare nel sud della Francia per curarsi meglio. Rimandato in Belgio insieme a Gérard, vi rimase dieci giorni, e il 28 aprile salì su un treno alla stazione (Gare du Nord) di Bruxelles, raggiungendo Parigi, poi Digione e infine Chagny. Qui grazie ad alcuni contatti oltrepassò la linea di demarcazione con la Francia di Vichy mettendo piede nella zona libera. Il 2 maggio tentò, senza successo, di contattare il consolato americano di Lione, e la sera del 4 partì per Perpignan. La sera dell'8, insieme ad un piccolo gruppo di belgi, oltrepassò il confine con la Spagna, e il giorno successivo, alle 20:30, arrivò in treno a Barcellona. Catturato fu rinchiuso nel Carcere Modelo, e una volta rilasciato il 24 giugno partì, insieme a un gruppo di 24 persone, per Miranda de Ebro. Contattato dal console britannico, il 9 giugno raggiunse Gibilterra da dove partì sul Malaya il giorno 30 arrivando a Greenock, in Gran Bretagna il 5 ottobre 1942. Trasferito a Londra, il 3 novembre raggiunse il deposito dell'aeronautica belga a Goring-on-Thames. Volò per la prima volta il 19 novembre su un aereo da addestramento Miles Magister, e il 2 gennaio 1943 fu inviato sulla RAF St. Hulevington per divenire allievo istruttore al pilotaggio dei bombardieri Vickers Wellington. Il 15 gennaio fu mandato alla AFU di Ternhill dove volò sugli Avro Anson, e il 15 marzo alla No.61 Operational Training Unit di Rednal per la conversione operativa al pilotaggio dei caccia Supermarine Spitfire Mk.V. Assegnato al No.41 Squadron RAF a Wittering dal 31 maggio 1943, fu quindi inviato al No. 349 (Belgian) Squadron RAF a Kingscliffe, ma dopo un lungo periodo di recupero dopo un incidente avvenuto il 25 luglio ritornò al No.41 Squadron a Tamgmere, dopo un brevissimo periodo al No.611 Squadron. Il 20 dicembre 1943 partecipò a una missione Rhubarb, scortando 72 bombardieri Martin B-26 Marauder su Abbeville, e il giorno dopo 36 Douglas Boston su Dieppe. Il 5 gennaio prese parte a una missione Sweep su Parigi, e il giorno dopo a un'altra su Abbeville. Il 28 maggio, durante una Sweep sulla Bretagna distrusse una locomotiva, e il 31 un treno a Guingamp. Il 6 maggio ebbe luogo lo sbarco in Normandia, e qualche giorno dopo, durante una missione , distrusse un treno nel settore Saint Brieuc/Coutances. Il suo Spitfire (MB842) fu colpito dalla contraerea ed egli dovette lanciarsi con il paracadute sulla Manica, venendo recuperato da un idrovolante Supermarine Walrus del No.76 Squadron. Il 2 luglio il No.41 Squadron fu trasferito da Westhampnett a Friston, destinato alla caccia alle bombe volanti V 1 che colpivano l'Inghilterra. Tra il 3 e il 29 luglio ne abbatté sei, più due in collaborazione. Nel mese di agosto il No.41 Squadron fu trasferito sul continente, operando in successione da Saint Omer, Lille, Courtrai, e il 4 dicembre fu rischierato sul campo d'aviazione di Diest, in territorio belga, e il 30 su quello di Asch. Con gli Spitfire Mk.XIV lo squadron fu destinato alla caccia agli apparecchi a reazione Messerschmitt Me 262 e Arado Ar 234 che penetravano sovente nello spazio aereo sopra il belgio. Il 1 gennaio, quando la Luftwaffe, lanciò l'Operazione Bodenplatte, e attaccò Asch lo squadron si trovava a Coblenza, in Germania.
Il 23 gennaio egli fu inviato in ricognizione armata sulla regione di Münster, e quando era in volo il suo aereo (RM760) fu intercettato da dei Focke-Wulf Fw 190 dello Jagdgeschwader 26 (JG26). Egli fu visto l'ultima volta dai suoi compagni mentre inseguiva un Focke-Wulf. Tuttavia, un testimone oculare a terra ha affermato che il suo aereo sparò contro una postazione della FlaK, ma fu colpito dal fuoco di risposta. Il suo Spitfire Mk.XIV si schiantò nei pressi di Haudorf. I suoi resti furono inizialmente sepolti sotto un albero, e successivamente la tomba fu spostata a Münster e poi al Reichswald Forest War Cemetery. Nell'aprile 1948 fu finalmente seppellito nel cimitero di Bruxelles, a Evere, vicino a molti dei suoi compagni.